# Žďárské vrchy

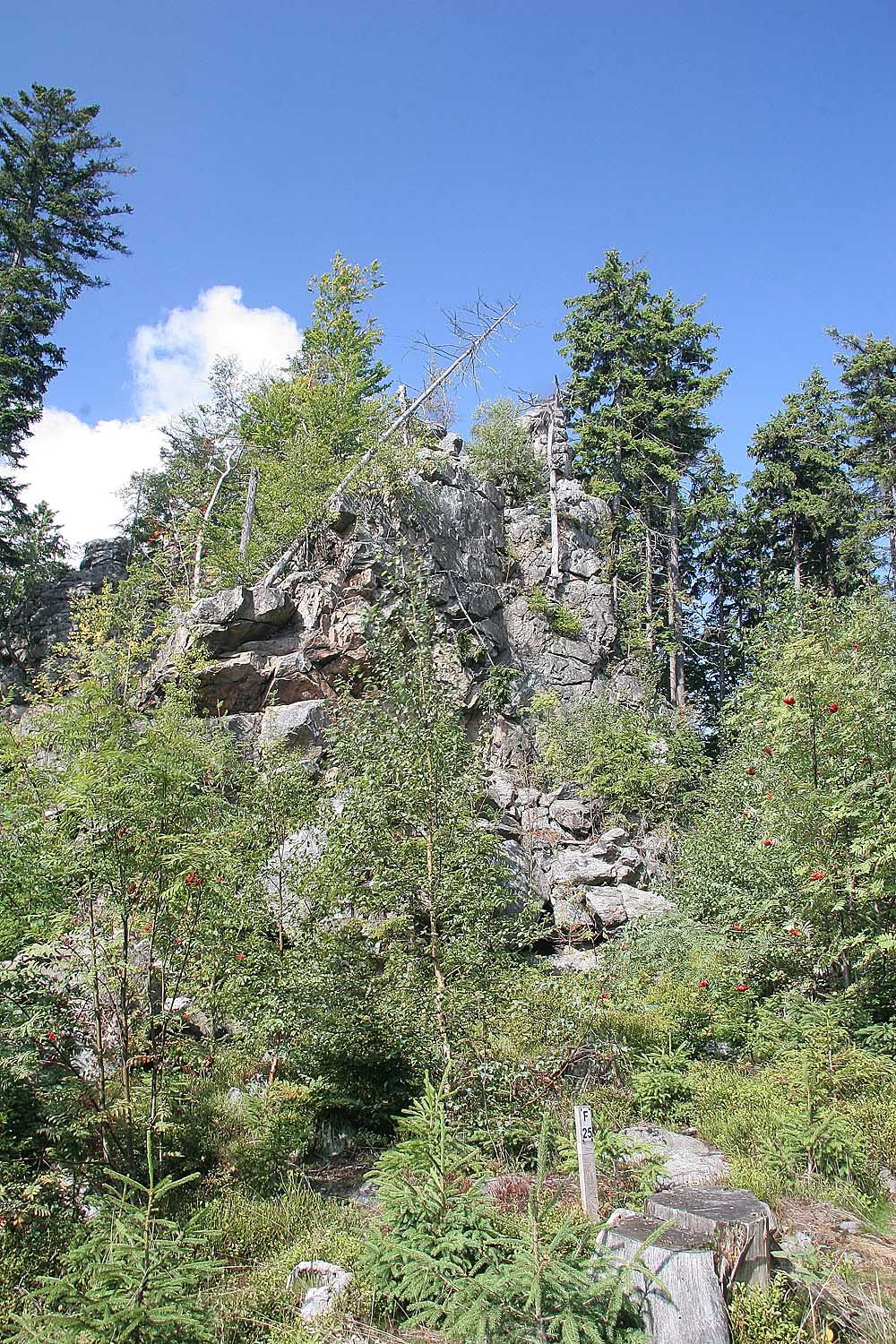
Formation rocheuse sur le Devět skal

Žďárské vrchy (littéralement « collines de Žďár », en allemand Saarer Bergland) est un massif montagneux situé en Tchéquie, dans la région nord-est des monts de Bohême-Moravie. 
Son point culminant est le Devět skal (836 m), suivi par le Křovina (830 m) et le Kopeček (822 m). Son socle est constitué de roches cristallines varisques du massif de Bohême. Son paysage est caractérisé par la présence de formations rocheuses : tours, murs de roche et « cités rocheuses », comme Drátenická skála (35 m de haut) ou Čtyřpaličatá skála (30-31 m de haut).
Couverte de forêts au Moyen Âge, la région a été colonisée depuis les plaines et défrichée par le feu au XIIIe siècle, sous la dynastie des Přemyslides. Le monastère cistercien de Žďár est fondé en 1252 et de vastes domaines aristocratiques se constituent. Une deuxième vague de colonisation se produit au tournant du XVIe siècle, avec la création d'industries métallurgiques et verrières. Enfin, une troisième vague a lieu au XVIIIe siècle et voit l'élevage pastoral gagner les zones les plus élevées de la région. Dans les années 1950 et 1960, la modernisation socialiste de l'agriculture entraîne un remembrement des parcelles et la disparition de l'agriculture traditionnelle. Une zone naturelle protégée (CHKO Žďárské vrchy) est instituée en 1970 pour préserver le paysage de la région et ses formations rocheuses sont déclarées monuments naturels.